# Mezőnagymihály
Mezőnagymihály ist eine ungarische Gemeinde im Kreis Mezőkövesd im Komitat Borsod-Abaúj-Zemplén.

## Geografische Lage
Mezőnagymihály liegt in Nordungarn, 33 Kilometer südlich des Komitatssitzes Miskolc, 12 Kilometer östlich der Kreisstadt Mezőkövesd, an dem Fluss Kácsi-patak. Nachbargemeinden sind Gelej und Mezőkeresztes, jeweils vier Kilometer entfernt.

## Geschichte
Im Jahr 1913 gab es in der damaligen Großgemeinde 378 Häuser und 1854 Einwohner auf einer Fläche von 10.750 Katastraljochen. Sie gehörte zu dieser Zeit zum Bezirk Mezőcsát im Komitat Borsod.

## Sehenswürdigkeiten
- Reformierte Kirche, erbaut 1792–1793
- Römisch-katholische Kirche Szent Anna, erbaut Ende des 19. Jahrhunderts

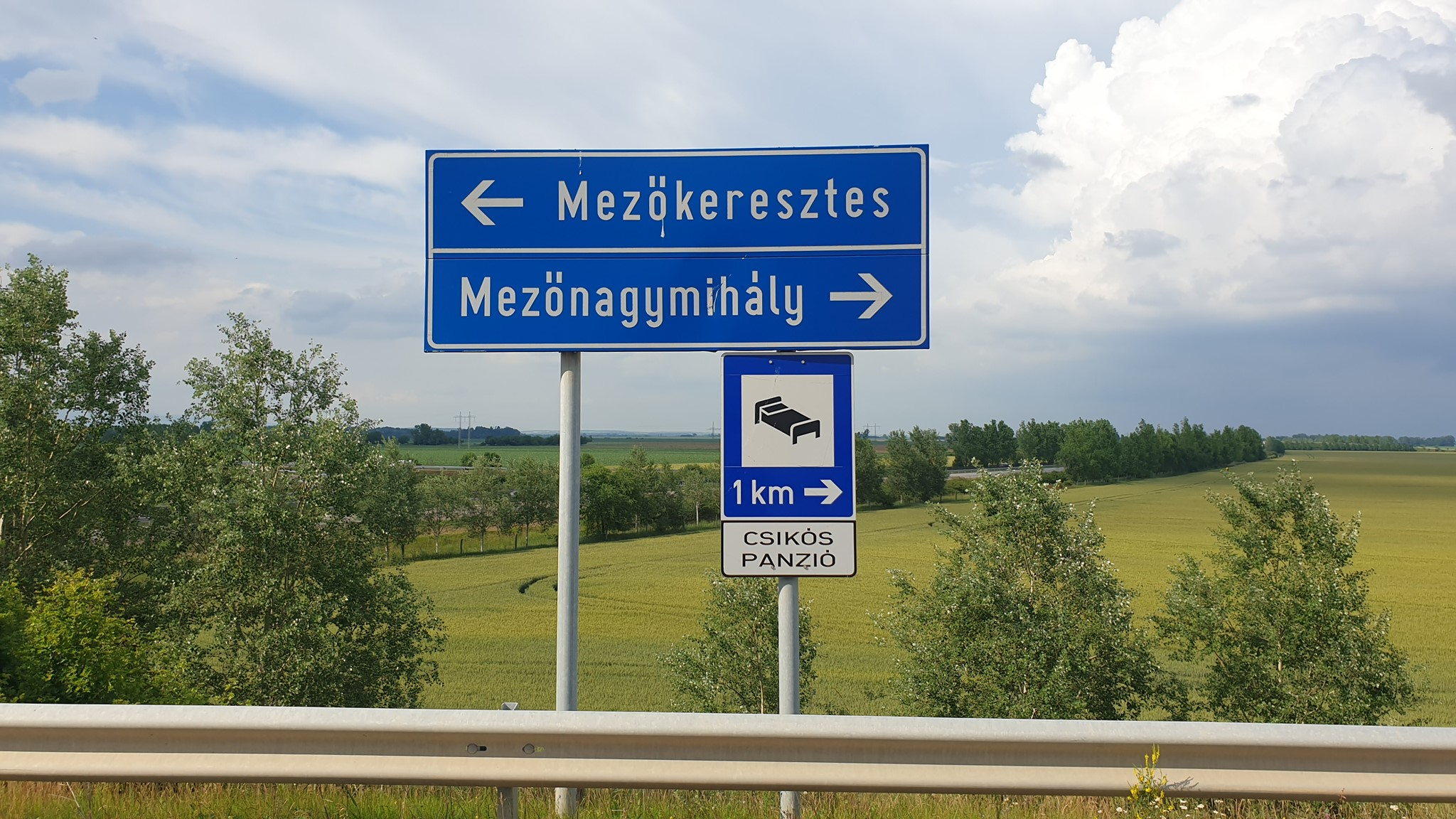
Richtungsschild an der Auffahrt zur Autobahn M3 zwischen Mezőkeresztes und Mezőnagymihály

- Landschaftsschutzgebiet (Borsodi Mezőség Tájvédelmi Körzet), südöstlich gelegen

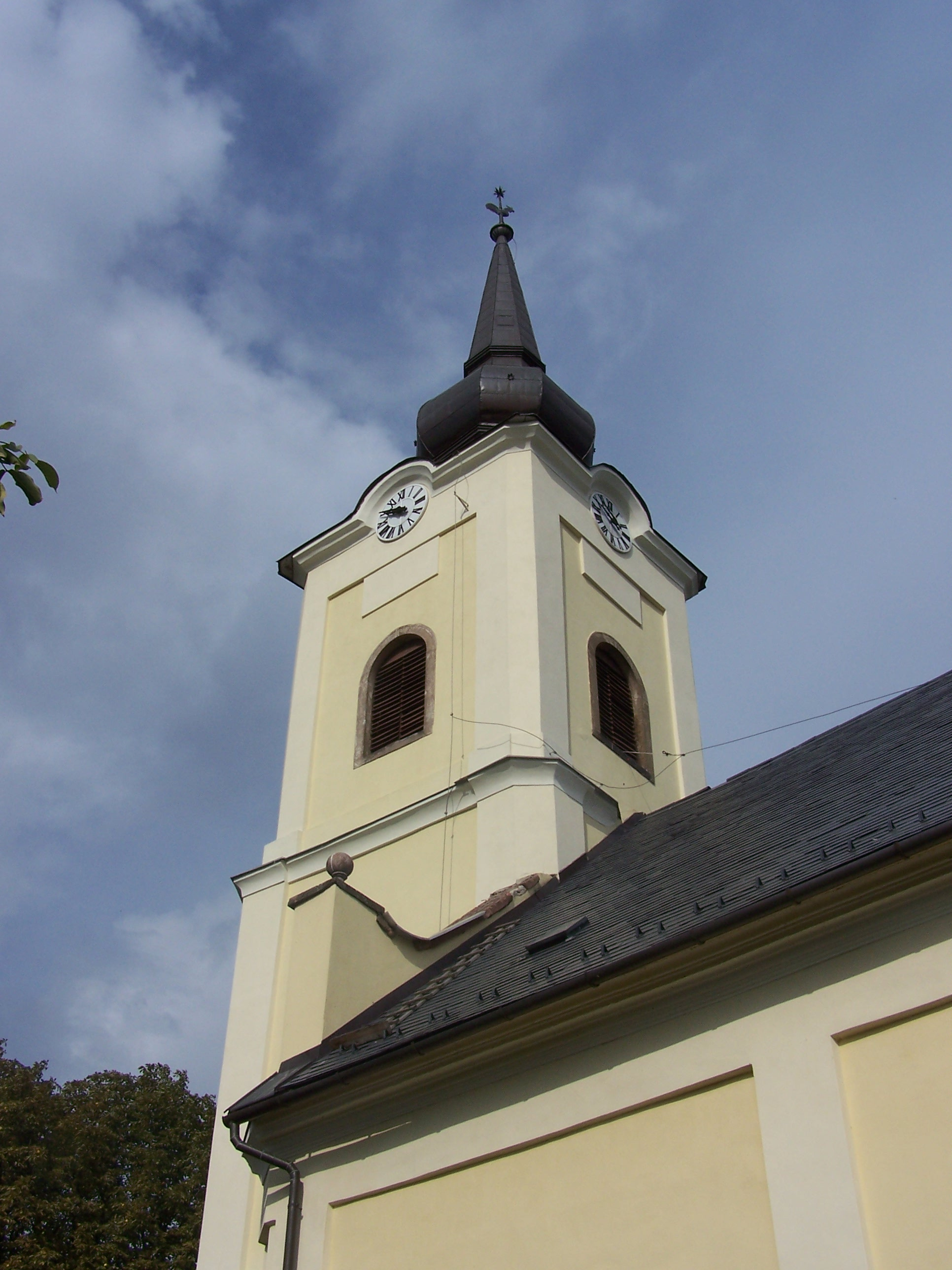
Reformierte Kirche
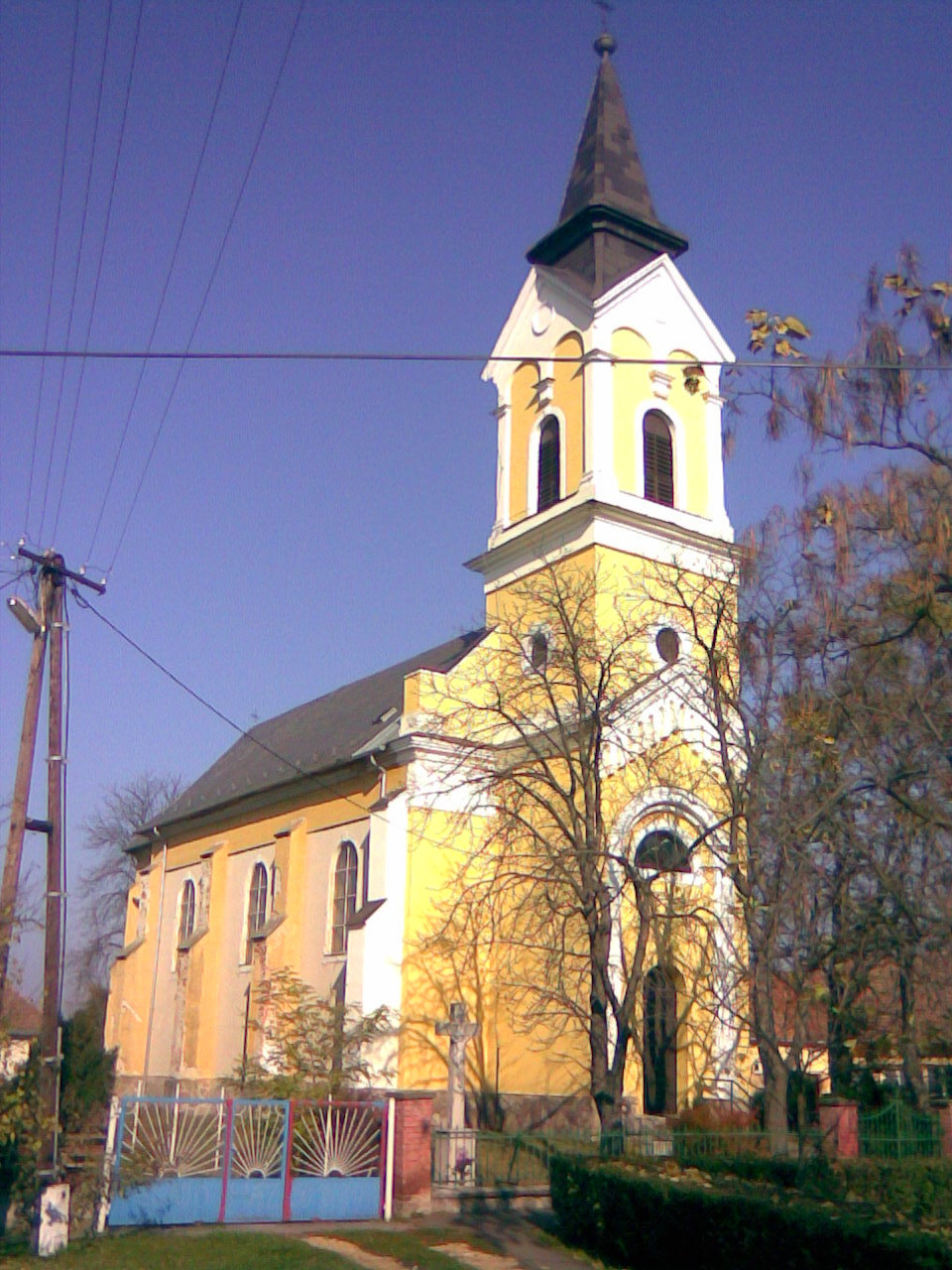
Römisch-katholische Kirche Szent Anna

## Verkehr
Durch Mezőnagymihály verläuft die Landstraße Nr. 3305, westlich des Ortes die Autobahn M3. Es bestehen Busverbindungen über Mezőkeresztes und Mezőnyárád nach Mezőkövesd sowie über Gelej und Mezőcsát bis nach Tiszaújváros. Der nächstgelegene Bahnhof befindet sich nordwestlich in Mezőkeresztes-Mezőnyárád.